# Silencio en la nieve
Silencio en la nieve es una película española dirigida y producida por Gerardo Herrero, estrenada en enero de 2012. El guion es una adaptación libre y con un final diferente de la novela de Ignacio del Valle El tiempo de los emperadores extraños. La protagonizan Juan Diego Botto y Carmelo Gómez.

## Sinopsis
Segunda Guerra Mundial, Frente Oriental en la Unión Soviética, en el invierno de 1943. A un soldado de la División Azul y ex inspector de policía durante la República, Arturo Andrade (Juan Diego Botto), se le encarga una investigación con la ayuda del sargento Espinosa (Carmelo Gómez), convencido falangista, para desentrañar una serie de asesinatos. Arturo cree que el asesinato está relacionado con la masonería, pero hay también una segunda hipótesis: que la víctima fuera un agente prosoviético infiltrado en la División. El retrato de los voluntarios de la División deja entrever su heterogénea procedencia ideológica, a la vez que se vislumbran claramente las desavenencias dentro del cuerpo de mandos del ejército entre falangistas y militares franquistas.

## Ficha artística
- Productores: Mariela Besuievsky, Gerardo Herrero, Antonia Nava, Antonio Saura, Ramunas Skikas, José Velasco
- Producción: Tornasol Films, Castafiore Films, Lietuvos kino studija
- Guion: Nicolás Saad e Ignacio del Valle
- Director de fotografía: Alfredo Mayo
- Montaje: Mapa Pastor (creditada como Cristina Pastor)
- Dirección artística: Raimondas Dicius
- Música: Lucio Godoy
- Vestuario: Lena Mossum

## Reparto
- Juan Diego Botto: Arturo Andrade
- Carmelo Gómez: Sargento Espinosa
- Víctor Clavijo: Estrada
- Jordi Aguilar: Cabo Aparicio
- Gabriele Malinauskaite: Zira
- Sergi Calleja: Tiroliro
- Rafa Castejón: Isart
- Francesc Orella:  Reyes Zarauza
- Jorge de Juan: Paramio
- Carlos Blanco: Pater Ramón
- Adolfo Fernández:	Navajas del Río
- Andrés Gertrúdix: Guerrita

## Producción
La producción de la película es el resultado de años de trabajo, en los que se consiguió financiación de fuera de España y las aportaciones de varias productoras y de varios inversores. Es una producción ambiciosa para la que hubo que recrear el ambiente de la Segunda Guerra Mundial con máquinas reales, como tanques, motos y uniformes originales traídos de Georgia y Lituania, dignos de figurar en el inventario de cualquier museo. El autor de la novela original, Ignacio del Valle, colaboró con el guionista argentino Nicolás Saad para adaptarla. Se introdujeron más cambios durante el rodaje, en particular el final que difiere del de la novela.
La película se iba a llamar Sangre en la nieve. Se rodaron los exteriores en Lituania entre febrero y marzo de 2011, y las escenas de interiores en los Estudios Ciudad de la Luz de Alicante.
Aunque la película esté ambientada en la División Azul en el frente ruso, su director la define como un thriller al ser la investigación policial el eje de la trama, una investigación que se enriquece con una historia de amistad entre unos protagonistas con ideas antagónicas.